# یواس‌اس اسواردفیش (اس‌اس-۱۹۳)
یواس‌اس اسواردفیش (اس‌اس-۱۹۳) (به انگلیسی: USS Swordfish (SS-193)) یک زیردریایی بود که طول آن ۳۱۰ فوت ۶ اینچ (۹۴٫۶۴ متر) بود. این زیردریایی در سال ۱۹۳۹ ساخته شد.